# كسيبي توتيك
كسيبي توتيك (Xipe Totec) إله الربيع عند المكسيكيين القدماء (بدأ موسم المطر) والمحاصيل وشفيع صاغة الذهب وكرمز للمحاصيل كن يؤتى له بجلود الأضاحي البشرية وهو يمثل الجلد الجديد الذي يغطي الأرض في الربيع وتماثيله وأقنعته الحجرية تمثله وهو دائما بوجه مسلوخ وهو ما يعنيه اسمه (إلهنا المسلوخ).
يوصف أيضا باسم أناواتل إيتيوه Anauatl Iteouh أو إله الساحل وكان أصلا إله شعب زابوتك ويوبي في ولاية اواكساكا وغيريرو حاليا التي يظن أنها غنية بالدهب وعند الزابوتك كان يقرن بالإله كيتزال كواتل وكان يعتبر إله أجنبيا ومعبده يسمى يوبيكو أو مكان يوبي، وتظهر صوره كذلك في تيوتيهواكان وتبعه الأزتك في عهد ملكهم أكساياكاتل الذي حكم بين عامي 1469 - 81.
في الشهر الثاني من السنة الأزتكية والذي يسمى تلاكاكسيبيواليزتلي Tlacaxipehualiztli وهو (سلخ الناس) حيث يقتل الكاهن الضحايا بأخد قلوبهم ثم يسلخ جلودهم والتي تصبغ بالأصفر وتسمى تيوتشيتلاكيميتل Teochitlaquemitl أو الثياب الدهبية وقد يقتل بعض المضحى بهم برمي السهام عليهم بعد وضعهم في إطار ودمهم السائل كان يمثل مطر الربيع وتغنى ترنيمة في شرف الإله تدعى يواليتلاوانا yoallitlauana أو الشارب في الليل لأن الأمطار تسقط في الليل حيث يشكر لجلبه كيتزال كواتل رمز الرخاء وإبعادهه الجفاف.